# ISO 13849
ISO 13849名稱為《機械安全- 控制系統的安全相關部分》（Safety of machinery -- Safety-related parts of control systems），是和安全相關的控制系統有關的國際標準。此標準是一系列針對各產業安全標準中的一個，這些是源自通用安全標準（例如IEC 61508）或系統可靠度標準（例如MIL-HDBK-217、MIL-HDBK-338），再針對各產業的需求調整而來。ISO 13849是針對機械產業的標準。
ISO 13849建立了許多不同的安全性能水準（PL）。ISO 13849在2011年11月起取代EN 954-1法規。
ISO 13849標準分為二部份
- ISO 13849-1, Part 1：一般的設計準則，提到設計控制系統，以及整合安全相關部份（硬體或軟體）的指導原則。
- ISO 13849-2, Part 2：確認方式，說明利用分析或是測試進行確認的程序、系統的安全機能、可以達到的分類以及性能水準[4]。

ISO 13849是針對高需求率（HIGH demand rate）或連續需求率（CONTINUOUS demand rate）的機械所設計。依照IEC 61508，高需求率是每年運作一次或一次以上，而連續需求率是指需求率比高需求率要頻繁很多的應用。針對低需求率（每年使用不到一次）的系統，可以參考IEC 61508或是像是IEC 61511的標準。
此標準是由ISO/TC 199,'Safety of machinery, Working Group 8 — Safe Control Systems發展及維護。ISO 13849的範圍包括機械、電子、電機、液壓或是氣壓技術。
依照2013年進行，利益相關者的非正式問卷，有89%以上的機械廠商以及90%以上的零件供應商或是服務供應商以ISO 13849為其產品的主要安全標準。